# Casale Foot Ball Club 1929-1930
Questa pagina raccoglie i dati riguardanti il Casale Foot Ball Club nelle competizioni ufficiali della stagione 1929-1930.

## Stagione
Nella stagione 1929-1930 il Casale disputa il primo campionato di Serie B a girone unico, e lo onora nel modo migliore, vincendolo con 49 punti, davanti al Legnano secondo classificato con 46 punti. Entrambe sono state promosse nel secondo campionato di Serie A 1930-1931. Ha potuto contare sulla sostanza di due giocatori nerostellati che si sono messi in evidenza, raggiungendo la doppia-doppia cifra, Luigi Demarchi autore di 26 reti, e Angelo Mattea che ne ha firmate 21, quest'ultimo oltre ad essere un ottimo attaccante è anche l'allenatore del Casale. I nerostellati hanno avuto anche il miglior attacco del campionato con 84 centri in 34 gare. Luigi Demarchi firmando 26 reti ha vinto il titolo di capocannoniere del primo campionato cadetto.

## Rosa
| N. |                   | Ruolo | Calciatore        |
| -- | ----------------- | ----- | ----------------- |
|    | Italia (bandiera) | P     | Severino Baroglio |
|    | Italia (bandiera) | C     | Emanuele Boltri   |
|    | Italia (bandiera) | C     | Piero Castello    |
|    | Italia (bandiera) | A     | Luigi Demarchi    |
|    | Italia (bandiera) | C     | Mario Gardini     |
|    | Italia (bandiera) | A     | Riccardo Isada    |
|    | Italia (bandiera) | C     | Attilio Leporati  |
|    | Italia (bandiera) | A     | Giovanni Mandrino |
|    | Italia (bandiera) | A     | Marietti          |

| N. |                   | Ruolo | Calciatore          |
| -- | ----------------- | ----- | ------------------- |
|    | Italia (bandiera) | A     | Angelo Mattea       |
|    | Italia (bandiera) | A     | Enrico Migliavacca  |
|    | Italia (bandiera) | A     | Angelo Montiglio    |
|    | Italia (bandiera) | A     | Luigi Orcesi        |
|    | Italia (bandiera) | A     | Paolo Patrucchi     |
|    | Italia (bandiera) | C     | Eraldo Patrucco     |
|    | Italia (bandiera) | D     | Giordano Roggero    |
|    | Italia (bandiera) | P     | Giovanni Roletto    |
|    | Italia (bandiera) | D     | Giuseppe Ticozzelli |

## Risultati

### Serie B

#### Girone d'andata
| Firenze 6 ottobre 1929, ore 15.30 1ª giornata | Fiorentina    | 0 – 0 | Casale | Stadio Velodromo Libertas\| Arbitro: \| Scarpi (Dolo) \| |
| Arbitro:                                      | Scarpi (Dolo) |       |        |                                                          |

| Arbitro: | Tagliabue (Milano) |

|                                                        |           |  |
| Ticozzelli 16’ Demarchi 30’ Mattea 36’ Migliavacca 53’ | Marcatori |  |

| Arbitro: | Quilleri (Brescia) |

|                        |           |  |
| Gardini 42’ Mattea 57’ | Marcatori |  |

| Arbitro: | Bonello (Venezia) |

|  |           |                   |
|  | Marcatori | 35’ Mario Gardini |

| Arbitro: | Dani (Genova) |

|                                                             |           |                              |
| Demarchi 4’ Mattea 21’, 88’ Gardini 51’ Arcadini 64’ (aut.) | Marcatori | 60’, 67’ Mariani 86’ Ravetta |

| Arbitro: | Guarnieri (Milano) |

|                |           |  |
| Costantino 15’ | Marcatori |  |

| Arbitro: | Lenti (Genova) |

|                                                     |           |  |
| Ticozzelli 26’ (rig.) Migliavacca 61’ Patrucchi 80’ | Marcatori |  |

| Arbitro: | U. Gama (Milano) |

|             |           |                        |
| Vaccari 42’ | Marcatori | 47’ Mattea 49’ Gardini |

| Arbitro: | Giulini (Lodi) |

|           |           |                                      |
| Giuge 39’ | Marcatori | 13’ Marietti 58’ Mattea 60’ Demarchi |

| Arbitro: | Casertelli (Milano) |

|                                                                       |           |                   |
| Demarchi 8’, 44’, 63’ Mattea 48’, 67’ Marietti 55’ Patrucchi 79’, 84’ | Marcatori | 32’, 62’ Lombatti |

| Arbitro: | Mastellari (Bologna) |

|                                             |           |             |
| R. Zanolla 28’ R. Simonetti 67’ Molinis 81’ | Marcatori | 56’ Manetti |

| Arbitro: | Serra (Bologna) |

|                                                             |           |  |
| Demarchi 32’, 75’ Patrucchi 45’ Mattea 53’ Gardini 57’, 63’ | Marcatori |  |

| Arbitro: | Turbiani (Ferrara) |

|                                                                  |           |  |
| Marietti 34’, 40’, 48’ Mattea 44’ Demarchi 76’ Migliavacca 90+2’ | Marcatori |  |

| Arbitro: | Ciamberlini (Genova) |

|                       |           |  |
| Fortina 30’ Engel 65’ | Marcatori |  |

| Casale Monferrato 26 gennaio 1930 15ª giornata | Casale         | 0 – 0 | Atalanta | Stadio Natale Palli\| Arbitro: \| Lenti (Genova) \| |
| Arbitro:                                       | Lenti (Genova) |       |          |                                                     |

| Arbitro: | Lupini (Bergamo) |

|                        |           |                                                |
| Cuttin 16’, 44’ (rig.) | Marcatori | 10’ Mattea 36’ Patrucchi 80’ (aut.) G. Mazzoni |

| Arbitro: | Ferro (Milano) |

|                         |           |             |
| Demarchi 8’ Gardini 89’ | Marcatori | 20’ Ferrero |

#### Girone di ritorno
| Arbitro: | Gonani (Ravenna) |

|                             |           |  |
| Demarchi 9’ Mattea 16’, 21’ | Marcatori |  |

| Arbitro: | Inverni (Milano) |

|                                   |           |  |
| D. Gay 11’, 85’ Gianelli 20’, 41’ | Marcatori |  |

| Arbitro: | Rubinato (Venezia) |

|             |           |                     |
| Froglia 82’ | Marcatori | 89’ (rig.) Demarchi |

| Arbitro: | Quilleri (Brescia) |

|                                                        |           |              |
| Bigogno 39’ (aut.) Mattea 50’ Demarchi 57’ (rig.), 72’ | Marcatori | 25’ Ottolina |

| Arbitro: | Turbiani (Ferrara) |

|                |           |  |
| Pagliarini 40’ | Marcatori |  |

| Arbitro: | Zorzi (Venezia) |

|                                |           |              |
| Demarchi 20’ (rig.) Mattea 56’ | Marcatori | 82’ Scategni |

| Arbitro: | Mastellari (Bologna) |

|                         |           |  |
| Girino 17’ Cappelli 50’ | Marcatori |  |

| Arbitro: | Bevilacqua (Viareggio) |

|                                    |           |                      |
| Ticozzelli 38’ (rig.) Demarchi 44’ | Marcatori | 8’ Franzini 58’ Poli |

| Arbitro: | Dall'Era (Brescia) |

|                                                                                      |           |                          |
| Carrera 18’ (aut.) Signoretto 24’ (aut.) Patrucchi 44’, 70’ Gardini 51’ Demarchi 62’ | Marcatori | 22’, 53’ (rig.) G. Rossi |

| Arbitro: | Gonani (Ravenna) |

|                         |           |                                             |
| Pilati 24’ Lombatti 82’ | Marcatori | 1’ Mattea 14’, 35’, 37’ Demarchi 58’ Boltri |

| Arbitro: | Fries (Milano) |

|                 |           |            |
| Mattea 12’, 82’ | Marcatori | 70’ Piffer |

| Arbitro: | Sassi (Roma) |

|                                      |           |  |
| Dalfini 66’ Tommasi 75’ Bonesini 84’ | Marcatori |  |

| Arbitro: | Lupini (Bergamo) |

|  |           |                                |
|  | Marcatori | 32’, 34’ Patrucchi 88’ Gardini |

| Arbitro: | Biagini (Prato) |

|                             |           |             |
| Ticozzelli 23’ Demarchi 67’ | Marcatori | 15’ Fortina |

| Arbitro: | Gonani (Ravenna) |

|                  |           |               |
| F. Simonetti 48’ | Marcatori | 36’ Montiglio |

| Arbitro: | Mazzini (Bologna) |

|                                                           |           |            |
| Mattea 13’, 21’, 77’ Patrucchi 24’ Demarchi 26’, 71’, 75’ | Marcatori | 60’ Querci |

| Arbitro: | Rovida (Milano) |

|  |           |            |
|  | Marcatori | 71’ Mattea |

## Statistiche

### Statistiche di squadra
| Competizione | Punti | In casa | In casa | In casa | In casa | In casa | In casa | In trasferta | In trasferta | In trasferta | In trasferta | In trasferta | In trasferta | Totale | Totale | Totale | Totale | Totale | Totale | DR  |
| Competizione | Punti | G       | V       | N       | P       | Gf      | Gs      | G            | V            | N            | P            | Gf           | Gs           | G      | V      | N      | P      | Gf     | Gs     | DR  |
| ------------ | ----- | ------- | ------- | ------- | ------- | ------- | ------- | ------------ | ------------ | ------------ | ------------ | ------------ | ------------ | ------ | ------ | ------ | ------ | ------ | ------ | --- |
| Serie B      | 49    | 17      | 15      | 2       | 0       | 64      | 15      | 17           | 7            | 3            | 7            | 21           | 24           | 34     | 22     | 5      | 7      | 85     | 39     | +46 |

### Statistiche dei giocatori
| Giocatore      | Serie B  | Serie B |
| Giocatore      | Presenze | Reti    |
| -------------- | -------- | ------- |
| S. Baroglio    | 2        | 0       |
| E. Boltri      | 31       | 1       |
| Cambieletti    | ?        | ?       |
| P. Castello    | 32       | 0       |
| L. Demarchi    | 34       | 26      |
| M. Gardini     | 20       | 9       |
| R. Isada       | 2        | 0       |
| A. Leporati    | 2        | 0       |
| G. Mandrino    | 10       | 0       |
| Marietti       | 13       | 8       |
| A. Mattea      | 32       | 21      |
| E. Migliavacca | 24       | 2       |
| A. Montiglio   | 10       | 1       |
| L. Orcesi      | 2        | 0       |
| P. Patrucchi   | 33       | 8       |
| E. Patrucco    | 32       | 0       |
| G. Roggero     | 34       | 0       |
| G. Roletto     | 34       | 0       |
| G. Ticozzelli  | 27       | 4       |